# 라스트 선라이즈
《라스트 선라이즈》(중국어: 最后的日出)은 2019년 공개한 중국의 SF 영화이다.

## 출연진
- 란 장 - 천무 역
- 주 장 - 순양 역